# Diagramma melanacrum
Diagramma melanacrum is een straalvinnige vissensoort uit de familie van grombaarzen (Haemulidae). De wetenschappelijke naam van de soort is voor het eerst geldig gepubliceerd in 2001 door Johnson & Randall.